# Kraljevi muzeji lepih umetnosti Belgije
Kraljevi muzeji lepih umetnosti Belgije (nizozemsko Koninklijke Musea za Schone Kunsten van België, francosko Musées royaux des Beaux-Arts de Belgique) so skupina umetniških muzejev v Bruslju v Belgiji.

## Zgodovina
Leta 1845 je bilo s kraljevim odlokom  odločeno, da se ustanovi muzej z umetniškimi deli pokojnih in živih belgijskih umetnikov. Minister Sylvain van de Weyer je ustanovil državno komisijo za izbor pomembnih umetniških del. Njen prvi predsednik je bil grof de Beaufort. Drugi člani so bili:
- Gustaf Wappers, predsednik Kraljevega muzeja v Antwerpnu,
- François-Joseph Navez, predsednik Kraljeve akademije lepih umetnosti v Bruslju,
- Guillaume Geefs,
- Eugène Simonis,
- Tilman-François Suys, profesor na Kraljevi akademiji lepih umetnosti,
- Luigi Calamatta, profesor graviranja.

Veliko ustanovnih članov je delovalo na Kraljevski akademiji znanosti, literature in lepih umetnosti v Belgiji in so bili zelo ugledni.

## Muzej
Muzeji so v okrožju Coudenberg v Bruslju. Povezanih je šest muzejev, dva sta v glavni stavbi. To sta Muzej starih umetnikov ali Muzej antične umetnosti, ki pokriva obdobje do leta 1750, in Muzej moderne umetnosti.  Muzej Constantina Meunierja in Muzej Antoina Wiertza sta posvečena posebnim belgijskim umetnikom, velik je tudi Muzej Magritte, ki je bil odprt leta 2009, Muzej obdobja dekadence (fin de siècle) pa je precej manjši in je nekaj kilometrov iz središča mesta.
V Kraljevem muzeju je več kot 20.000 risb, skulptur in slik iz začetka 15. stoletja vse do danes. V njem je obsežna zbirka flamskih slikarjev, med njimi slike Bruegla in Rogierja van der Weydna, Roberta Campina (Master Flammallea), Anthonyja van Dycka in Jacoba Jordaensa. V njem je tudi Rubensova soba, v kateri je več kot 20 umetnikovih slik.
Slika Krajina z Ikarjevim padcem (De val van Icarus (Brueghel)), dolga leta pripisana Pietru Brueglu starejšemu, je tudi v muzeju in jo je opeval W. H. Auden v pesmi  Musée des Beaux Arts (Muzej lepih umetnosti), ki jo je naslovil po tem muzeju.
Razstave se stalno spreminjajo.

## Stavba
Glavna stavba, v kateri je zdaj Muzej stare umetnosti, je bila zgrajena kot Palača lepih umetnosti, ki jo je zasnoval belgijski arhitekt Alphonse Balat in financiral kralj Leopold II. Balat je bil kraljev glavni arhitekt. Palača je bila del kraljevega obsežnega gradbenega programa za Belgijo. Dokončana je bila leta 1887 in je zgled  arhitekture beaux-arts (lepih umetnosti), ki naj bi poudarila skladnost in pomen zgradbe.
Obsežen program arhitekturnega kiparstva vključuje štiri kipe, ki predstavljajo glasbo, arhitekturo, kiparstvo in slikarstvo na štirih glavnih stebrih, delo kiparjev Égida Mélota, Josepha Geefsa, Louisa Samaina in Guillauma de Groota. Pozlačen Genij umetnosti je prav tako delo de Groota. Trije rondeli Rubensa, van Ruysbroeka in Jeana Bolonjskega, ki predstavljajo slikarstvo, arhitekturo in kiparstvo, so delo Antoina-Josepha van Rasbourgha, Antoina-Félixa Bouréja in Jeana Cuypersa. Dva reliefa sta Glasba Thomasa Vincottea in Industrijska umetnost Charlesa Brunina. Obe bronasti skupini na podstavkih predstavljata Kronanje umetnosti Paula de Vigna in Poučevanje umetnosti Charlesa van der Stappna. 
Ob strani stavbe je spomenik petih članov gibanja rojalistov (francosko mouvement national royaliste, nizozemsko Nationale Koningsgezinde Beweging) – skupine odpornikov, ki so bili ubiti med osvoboditvijo Bruslja 3.–4. septembra 1944. 